# Piotr Kaduszkin
Piotr Aleksiejewicz Kaduszkin, ros. Петр Алексеевич Кадушкин (ur. w 1893 r. w stanicy Ust-Łabinskaja w Rosji, zm. po 1945 r. w ZSRR) – rosyjski wojskowy (pułkownik), dowódca sotni w 1 kozackim pułku kawalerii Rosyjskiego Korpusu Ochronnego podczas II wojny światowej.
Ukończył korpus kadetów we Władykaukazie, zaś w 1914 r. nikołajewską szkołę kawaleryjską. Brał udział w I wojnie światowej. Służył w 1 czarnomorskim pułku kawalerii Kozaków kubańskich walczącym na tureckim froncie. Był odznaczony Orderem Św. Jerzego 4 klasy. Pod koniec 1917 r. przystąpił do białych. Walczył z bolszewikami na Kubaniu. Doszedł do stopnia pułkownika. Po ewakuacji wojsk białych z Krymu do Gallipoli w listopadzie 1920 r., zamieszkał w Królestwie SHS. Zarabiał na życie jako muzyk w orkiestrze. W okresie II wojny światowej podjął współpracę z Niemcami. Służył w Rosyjskim Korpusie Ochronnym jako dowódca sotni w 1 kozackim pułku kawalerii. Po zakończeniu wojny został w Lienz wydany Sowietom. Skazany na karę ciężkich robót w łagrze został rozstrzelany w jednym z nich na Syberii. Jego bratem był płk Nikołaj A. Kaduszkin.